# Mellicta britomartis
Mellicta britomartis is een vlinder uit de familie Nymphalidae. De wetenschappelijke naam van de soort is voor het eerst geldig gepubliceerd in 1847 door Assmann.

## Verspreiding en leefgebied
Deze vlindersoort komt voor in Oost-Europa en oostelijk Azië langs bosranden en open plekken.

## Waardplanten
De waardplanten behoren tot de families Plantaginaceae en Scrophulariaceae.